# Jedna Si Jedina
Jedna si jedina (traducción: "Una y única") es el primer himno de Bosnia-Herzegovina.
La letra la escribió Dino Dervišhalidović Merlin, adaptando la música de la antigua canción popular bosníaca (sevdalinka) llamada "Sa one strane Plive." ("Desde aquel lado del río Pliva").
La canción fue adoptada como himno en diciembre de 1995. Fue acusada por parte de los serbios de la República Srpska de una supuesta falta de mención de los colectivos serbobosnio y bosniocroata. En realidad, la letra no menciona ninguna nación, pero el gobierno bosnio, en 1998 adoptó un himno sin título para acelerar la integración del país. El llamado "Intermezzo". Ver Intermeco.

## Letra
Una y única (en castellano)
Tierra milenaria
Juro serte fiel
Desde el mar hasta el Sava
Desde el Drina hasta el Una
Una, única
Mi patria
Una, única
Bosnia-Herzegovina
Dios que te cuide
Para las generaciones venideras
Tierra de mis sueños
De mis abuelos
Una, única
Mi patria
Jedna si Jedina (en bosnio)
Zemljo tisućljetna
Na vjernost ti se kunem
Od mora do Save
Od Drine do Une
Jedna si, jedina
Moja domovina
Jedna si, jedina
Bosna i Hercegovina
Bog nek' te sačuva
Za pokoljenja nova
Zemljo mojih snova
Mojih pradjedova
Jedna si, jedina
Moja domovina
Jedna si, jedina
Bosna i Hercegovina